# А у позадини море
„А у позадини море” је југословенски ТВ филм из 1969. године. Режирао га је Ванча Кљаковић а сценарио је написао Чедо Прица.

## Улоге
| Глумац           | Улога  |
| ---------------- | ------ |
| Татјана Бељакова | Елвира |
| Ервина Драгман   |        |
| Шпиро Губерина   |        |
| Изет Хајдархоџић |        |
| Божидар Смиљанић |        |
| Ђуро Утјешановић |        |